# 采西斯區
采西斯區是拉脫維亞北部的一個已废置的區份。面積3,062平方公里。人口57,228人。区府采西斯。下分2市1鎮21村。
拉脫維亞於2009年撤销了所有的区份，并改制为市镇。